# Jack Hawkins
Jack Hawkins (Londres, 14 de setembre de 1910 - Londres, 18 de juliol de 1973) va ser un actor britànic que va tenir gran èxit entre les dècades de 1950 i 1960. Va ser comanador de l'Orde de l'Imperi Britànic.

## Biografia
Era el menor de quatre fills. El seu pare era constructor, però Jack es va interessar més en la interpretació que en el negoci familiar de la construcció. Hawkins va debutar a Londres a l'edat de dotze anys en el paper del rei elf a l'obra teatral Where The Rainbow Ends. Als disset va tornar a actuar en la mateixa obra, però en el paper de Sant Jordi. Als divuit, va actuar a Broadway en Journey's End. Als vint-i-un, a Londres, va fer el paper d'un jove amant a Autumn Crocus. El 1927 va aparèixer en la pel·lícula sonora d'Alfred Hitchcock The Lodger.
A causa de la Segona Guerra Mundial, Jack va interrompre la seva carrera per a servir als Reials Fusellers Gal·lesos, i amb el grau de Coronel va passar gran part del seu servei organitzant l'ENSA (Associació d'Espectacles de les Forces Armades) a l'Índia i coordinant l'entreteniment de les tropes britàniques en aquest país. Al final de la guerra va aconseguir reprendre una sòlida carrera al cinema, sovint exercint rols autoritaris però de poca importància, en pel·lícules com Angels One Five (1952), The Long Arm (1956) i The Cruel Sea (1953), on interpreta al capità George Erickson de l'Encabritada HMS Compas Rose, en un dels seus més importants papers, convertint-se així en estrella. Per aquesta mateixa època va ser, juntament amb Vittorio de Sica, Dan Dailey i Richard Conte, una de les quatre estrelles de les sèries de televisió que va produir J. Arthur Rank. Alexander Korda va aconsellar a Jack que treballés al cinema i li va oferir un contracte de tres anys. Irònicament, Hawkins era liberal i home emotiu, en marcat contrast amb la seva aparença conservadora en la pantalla.
Cap a finals de la dècada de 1950 Hawkins va exercir papers de caràcter, sovint en pel·lícules èpiques com El pont del riu Kwai (1957), Lawrence d'Aràbia (1962), en el paper del General Edmund Allenby, i Oh! What a Lovely War (1969). A El pont del Riu Kwai, Hawkins va haver de convèncer el seu gran amic Alec Guinness perquè acceptés el paper del coronel Nicholson, paper que va portar a Guinness a guanyar el premi Óscar al millor actor.
Algunes de les seves interpretacions més inusuals inclouen la d'un faraó egipci a Terra de faraons (1955); Quint Arri, pare adoptiu de Ben-Hur en la pel·lícula del mateix nom (1959), paper pel qual se'l va considerar per al Premi de l'Acadèmia al millor actor de repartiment, que finalment va guanyar el seu company Hugh Griffith; Zulú (1964), on fa el paper del reverend fanàtic Otto Witt.
Hawkins va conèixer a la seva primera esposa, Jessica Tandy, en la producció d' Autumn Crocus i s'hi va casar el 1932; van tenir una filla i es van divorciar el 1942. La seva segona esposa va ser Doreen Lawrence, a qui va conèixer durant la producció de Private Lives; aquest enllaç va durar de 1946 fins a 1973, any en què va morir Hawkins.
El 1966 se li va diagnosticar càncer de gola i se li va haver d'extirpar completament la laringe; posteriorment les seves interpretacions van ser doblegades, amb la seva aprovació, per l'actor Charles Gray. La pèrdua de la veu va ser una cosa molt greu per a ell, perquè la seva veu de baríton tenia un accent culte. En privat, va fer ús d'una laringe artificial per a parlar. Hawkins va morir a Londres, en 1973, durant una operació per a una laringe artificial. Tenia seixanta-dos anys.

## Filmografia
- Birds of Prey (1930) com a Alfred
- The Lodger (1932) com a John Martin
- The Good Companions (1933) com a Albert
- The Lost Chord (1933) com a Sr. Jim Selby
- I Lived with You (1933) com a Mort
- The Jewel (1933) com a Peter Roberts
- A Shot in the Dark (1933) com a Norman Paull
- Autumn Crocus (1934) com a Alaric
- Death at Broadcasting House (1934) com a Herbert Evans
- Lorna Doone (1934) com a Member of the Court (uncredited)
- Peg of Old Drury (1935) com a Michael O'Taffe
- Beauty and the Barge (1937) com a Lt. Seton Boyne
- The Frog (1937) com a Capt. Gordon
- Who Goes Next? (1938) com a Capt. Beck
- A Royal Divorce (1938) com a Capt. Charles
- Murder Will Out (1939) com a Stamp
- The Flying Squad (1940) com a Mark McGill
- The Next of Kin (1942) com a Brigade Major Harcourt
- L'ídol caigut (The Fallen Idol) (1948) com a Detective Ames
- Bonnie Prince Charlie (1948) com a Lord George Murray
- The Small Back Room (1949) com a R. B. Waring
- State Secret (1950) com a Colonel Galcon
- The Black Rose (1950) com a Tristram Griffen
- El llibertador (The Elusive Pimpernel) (1950) com a Princep de Gal·les
- The Adventurers (1951) com a Pieter Brandt
- No Highway in the Sky (1951) com a Dennis Scott
- Home at Seven (1952) com a Dr. Sparling
- Angels One Five (1952) com a Group Capt. 'Tiger' Small
- Mandy (1952) com a Dick Searle
- The Planter's Wife (1952) com a Jim Frazer
- The Cruel Sea (1953) com a Ericson
- Malta Story (1953) com a Air CO Frank
- Twice Upon a Time (1953) com a Dr. Mathews
- The Intruder (1953) com a Wolf Merton
- Front Page Story (1954) com a Grant
- Els pioners (The Seekers) (1954) com a Phillip Wayne
- The Prisoner (1955) com a the Interrogator
- Terra de faraons (Land of the Pharaohs) (1955) com a Pharaoh Khufu
- Touch and Go (1955) com a Jim Fletcher
- The Long Arm (1956) com a Detective-Superintendent Tom Halliday
- She Played with Fire (1957) com a Oliver Branwell
- The Man in the Sky (1957) com a John Mitchell
- Fortune Is a Woman (1957) com a Oliver Branwell
- El pont del riu Kwai (The Bridge on the River Kwai) (1957) com a Major Warden
- Gideon's Day (1958) com a DCI George Gideon
- L'espia amb dos caps (The Two-Headed Spy) (1958) com a Gen. Alex Schottland
- Ben Hur (Ben-Hur) (1959) com a Quintus Arrius
- Objectiu: Banc d'Anglaterra (The League of Gentlemen) (1960) com a Col. Norman Hyde
- Lafayette (1961) com a General Cornwallis
- Two Loves (1961) com a William W.J. Abercrombie
- Five Finger Exercise (1962) com a Stanley Harrington
- Lawrence d'Aràbia (Lawrence of Arabia) (1962) com a General Allenby
- Rampage (1963) com a Otto Abbot
- Zulu (1964) com a Otto Witt
- The Third Secret (1964) com a Sir Frederick Belline
- Guns at Batasi (1964) com a Colonel Deal
- Lord Jim (1965) com a Marlow
- Mascarada (Masquerade) (1965) com a Colonel Drexel
- Judith (1966) com a Major Lawton
- The Poppy Is Also a Flower (1966) com a General Bahar
- Stalked (curt) (1968) com a the Man
- Shalako (1968) com a Sir Charles Daggett
- Great Catherine (1968) com a ambaixador britànic
- Oh! What a Lovely War (1969) com a Emperador Franz Joseph
- Monte Carlo or Bust (1969) com a Count Levinovitch
- Twinky (1970) com a Jutge Millington-Draper
- Les aventures d'en Gerard (The Adventures of Gerard) (1970) com a Marshal Millefleurs
- Waterloo (1970) com a General Sir Thomas Picton
- Jane Eyre (1970) com a Mr. Brocklehurst
- The Beloved (1971) com a Father Nicholas
- When Eight Bells Toll (1971) com a Sir Anthony Skouras
- Nicolau i Alexandra (Nicholas and Alexandra) (1971) com a Comte Fredericks
- The Last Lion (1972) com a Ryk Mannering
- El jove Winston (Young Winston) (1972) com a Mr. Welldon
- Escape to the Sun (1972) com a Baburin
- Kidnapped (1973) com a Captain Hoseason
- Teatre de sang (Theatre of Blood) (1973) com a Solomon Psaltery
- Tales That Witness Madness (1973) com a Dr. Nicholas